# Bóng bàn tại Đại hội Thể thao Đông Nam Á 2013 – Đơn nam
Bóng bàn đơn nam là một phần của nội dung thi đấu môn bóng bàn tại Đại hội Thể thao Đông Nam Á 2013, diễn ra vào hai ngày 20 và 21 tháng 12 tại Sân vận động trong nhà Wunna Theikdi, Naypyidaw, Myanmar.

## Lịch thi đấu
Giờ thi đấu được tính theo giờ Myanmar (UTC+06:30)
| Ngày                          | Giờ   | Nội dung  |
| ----------------------------- | ----- | --------- |
| Thứ sáu, 20 tháng 12 năm 2013 | 09:00 | Vòng loại |
| Thứ bảy, 21 tháng 12 năm 2013 | 09:00 | Bán kết   |
| Thứ bảy, 21 tháng 12 năm 2013 | 11:00 | Chung kết |

## Kết quả

### Vòng loại

#### Bảng A
| Vận động viên               | Số trận | Thắng | Thua | Séc thắng | Séc thua | Điểm thắng-thua | Tổng điểm |
| --------------------------- | ------- | ----- | ---- | --------- | -------- | --------------- | --------- |
| Lê Tiến Đạt (VIE)           | 3       | 3     | 0    | 9         | 3        | 120-100         | 6         |
| Ficky Supit Santoso (INA)   | 3       | 1     | 2    | 7         | 6        | 127-121         | 4         |
| Kyi Than (MYA)              | 3       | 1     | 2    | 5         | 8        | 118-121         | 4         |
| Thavisack Phathaphone (LAO) | 3       | 1     | 2    | 3         | 7        | 86-109          | 4         |

| Vận động viên 1             | Tỷ số                           | Vận động viên 2             |
| 20 tháng 12 năm 2013, 09:00 | 20 tháng 12 năm 2013, 09:00     | 20 tháng 12 năm 2013, 09:00 |
| --------------------------- | ------------------------------- | --------------------------- |
| Ficky Supit Santoso (INA)   | 2:3 (4-11,11-4,5-11,11-9,9-11)  | Kyi Than (MYA)              |
| 20 tháng 12 năm 2013, 10:00 |                                 |                             |
| Thavisack Phathaphone (LAO) | 0:3 (6-11,8-11,3-11)            | Lê Tiến Đạt (VIE)           |
| 20 tháng 12 năm 2013, 11:00 |                                 |                             |
| Ficky Supit Santoso (INA)   | 2:3 (15-13,8-11,9-11,11-2,9-11) | Lê Tiến Đạt (VIE)           |
| 20 tháng 12 năm 2013, 14:00 |                                 |                             |
| Thavisack Phathaphone (LAO) | 3:1 (11-9,6-11,11-9,14-12)      | Kyi Than (MYA)              |
| 20 tháng 12 năm 2013, 15:00 |                                 |                             |
| Kyi Than (MYA)              | 1:3 (7-11,11-6,6-11,7-11)       | Lê Tiến Đạt (VIE)           |
| 20 tháng 12 năm 2013, 16:00 |                                 |                             |
| Ficky Supit Santoso (INA)   | 3:0 (12-10,12-10,11-7)          | Thavisack Phathaphone (LAO) |

#### Bảng B
| Vận động viên         | Số trận | Thắng | Thua | Séc thắng | Séc thua | Điểm thắng-thua | Tổng điểm |
| --------------------- | ------- | ----- | ---- | --------- | -------- | --------------- | --------- |
| Zhan Jian (SIN)       | 3       | 3     | 0    | 9         | 0        | 99-45           | 6         |
| Nguyễn Văn Ngọc (VIE) | 3       | 2     | 1    | 6         | 3        | 84-73           | 5         |
| Yon Mardi Yono (INA)  | 3       | 1     | 2    | 3         | 6        | 67-78           | 4         |
| Tola Soeung (CAM)     | 3       | 0     | 3    | 0         | 9        | 47-101          | 3         |

| Vận động viên 1             | Tỷ số                       | Vận động viên 2             |
| 20 tháng 12 năm 2013, 09:00 | 20 tháng 12 năm 2013, 09:00 | 20 tháng 12 năm 2013, 09:00 |
| --------------------------- | --------------------------- | --------------------------- |
| Zhan Jian (SIN)             | 3:0 (11-7,11-7,11-2)        | Nguyễn Văn Ngọc (VIE)       |
| 20 tháng 12 năm 2013, 10:00 |                             |                             |
| Yon Mardi Yono (INA)        | 3:0 (11-4,11-6,11-2)        | Tola Soeung (CAM)           |
| 20 tháng 12 năm 2013, 11:00 |                             |                             |
| Zhan Jian (SIN)             | 3:0 (11-2,11-4,11-7)        | Tola Soeung (CAM)           |
| 20 tháng 12 năm 2013, 14:00 |                             |                             |
| Yon Mardi Yono (INA)        | 0:3 (9-11,5-11,4-11)        | Nguyễn Văn Ngọc (VIE)       |
| 20 tháng 12 năm 2013, 15:00 |                             |                             |
| Nguyễn Văn Ngọc (VIE)       | 3:0 (11-3,13-11,11-8)       | Tola Soeung (CAM)           |
| 20 tháng 12 năm 2013, 16:00 |                             |                             |
| Zhan Jian (SIN)             | 3:0 (11-3,11-7,11-6)        | Yon Mardi Yono (INA)        |

#### Bảng C
| Vận động viên               | Số trận | Thắng | Thua | Séc thắng | Séc thua | Điểm thắng-thua | Tổng điểm |
| --------------------------- | ------- | ----- | ---- | --------- | -------- | --------------- | --------- |
| Clarence Chew Zheyu (SIN)   | 3       | 3     | 0    | 9         | 4        | 134-106         | 6         |
| Muhamad Ashraf Haiqal (MAS) | 3       | 2     | 1    | 8         | 3        | 117-95          | 5         |
| Nikom Wongsiri (THA)        | 3       | 1     | 2    | 5         | 6        | 106-110         | 4         |
| Thet Ko Ko Latt (MYA)       | 3       | 0     | 3    | 0         | 9        | 54-100          | 3         |

| Vận động viên 1             | Tỷ số                            | Vận động viên 2             |
| 20 tháng 12 năm 2013, 09:00 | 20 tháng 12 năm 2013, 09:00      | 20 tháng 12 năm 2013, 09:00 |
| --------------------------- | -------------------------------- | --------------------------- |
| Clarence Chew Zheyu (SIN)   | 3:0 (11-3,11-4,12-10)            | Thet Ko Ko Latt (MYA)       |
| 20 tháng 12 năm 2013, 10:00 |                                  |                             |
| Nikom Wongsiri (THA)        | 0:3 (10-12,10-12,11-13)          | Muhamad Ashraf Haiqal (MAS) |
| 20 tháng 12 năm 2013, 11:00 |                                  |                             |
| Clarence Chew Zheyu (SIN)   | 3:2 (9-11,11-7,6-11,11-9,11-9)   | Muhamad Ashraf Haiqal (MAS) |
| 20 tháng 12 năm 2013, 14:00 |                                  |                             |
| Nikom Wongsiri (THA)        | 3:0 (11-9,11-7,11-5)             | Thet Ko Ko Latt (MYA)       |
| 20 tháng 12 năm 2013, 15:00 |                                  |                             |
| Thet Ko Ko Latt (MYA)       | 0:3 (6-11,6-11,4-11)             | Muhamad Ashraf Haiqal (MAS) |
| 20 tháng 12 năm 2013, 16:00 |                                  |                             |
| Clarence Chew Zheyu (SIN)   | 3:2 (11-4,10-12,11-5,8-11,12-10) | Nikom Wongsiri (THA)        |

#### Bảng D
| Vận động viên               | Số trận | Thắng | Thua | Séc thắng | Séc thua | Điểm thắng-thua | Tổng điểm |
| --------------------------- | ------- | ----- | ---- | --------- | -------- | --------------- | --------- |
| Richard Gonzales (PHI)      | 4       | 4     | 0    | 12        | 4        | 159-133         | 8         |
| Muhd Shakirin Ibrahim (MAS) | 3       | 3     | 1    | 11        | 5        | 160-138         | 7         |
| Chaisit Chaitat (THA)       | 3       | 2     | 2    | 9         | 8        | 159-131         | 6         |
| Sok Long Lim (CAM)          | 3       | 1     | 3    | 5         | 9        | 119-135         | 5         |
| Phinith Kongphet (LAO)      | 3       | 0     | 4    | 1         | 12       | 81-141          | 4         |

| Vận động viên 1             | Điểm                            | Vận động viên 2             |
| 20 tháng 12 năm 2013, 09:00 | 20 tháng 12 năm 2013, 09:00     | 20 tháng 12 năm 2013, 09:00 |
| --------------------------- | ------------------------------- | --------------------------- |
| Muhd Shakirin Ibrahim (MAS) | 2:3 (11-8,11-6,7-11,7-11,11-13) | Richard Gonzales (PHI)      |
| 20 tháng 12 năm 2013, 09:30 |                                 |                             |
| Phinith Kongphet (LAO)      | 0:3 (8-11,7-11,7-11)            | Sok Long Lim (CAM)          |
| 20 tháng 12 năm 2013, 10:00 |                                 |                             |
| Chaisit Chaitat (THA)       | 1:3 (11-2,7-11,12-14,8-11)      | Richard Gonzales (PHI)      |
| 20 tháng 12 năm 2013, 11:00 |                                 |                             |
| Muhd Shakirin Ibrahim (MAS) | 3:0 (11-5,11-5,14-12)           | Phinith Kongphet (LAO)      |
| 20 tháng 12 năm 2013, 11:30 |                                 |                             |
| Chaisit Chaitat (THA)       | 3:2 (11-6,10-12,11-4,3-11,11-6) | Sok Long Lim (CAM)          |
| 20 tháng 12 năm 2013, 14:00 |                                 |                             |
| Phinith Kongphet (LAO)      | 1:3 (6-11,11-6,7-11,2-11)       | Richard Gonzales (PHI)      |
| 20 tháng 12 năm 2013, 15:00 |                                 |                             |
| Muhd Shakirin Ibrahim (MAS) | 3:0 (11-7,12-10,11-8)           | Sok Long Lim (CAM)          |
| 20 tháng 12 năm 2013, 15:30 |                                 |                             |
| Chaisit Chaitat (THA)       | 3:0 (11-4,11-3,11-4)            | Phinith Kongphet (LAO)      |
| 20 tháng 12 năm 2013, 16:00 |                                 |                             |
| Sok Long Lim (CAM)          | 0:3 (8-11,6-11,8-11)            | Richard Gonzales (PHI)      |
| 20 tháng 12 năm 2013, 17:00 |                                 |                             |
| Chaisit Chaitat (THA)       | 2:3 (11-6,6-11,6-11,11-4,8-11)  | Muhd Shakirin Ibrahim (MAS) |

### Vòng đấu loại trực tiếp
|  | Bán kết | Bán kết                   | Bán kết | Bán kết | Bán kết | Bán kết | Bán kết | Bán kết | Bán kết |  |  | Chung kết | Chung kết         | Chung kết | Chung kết | Chung kết | Chung kết | Chung kết | Chung kết | Chung kết |  |
|  |         |                           |         |         |         |         |         |         |         |  |  |           |                   |           |           |           |           |           |           |           |  |
|  | A1      | Lê Tiến Đạt (VIE)         | 11      | 11      | 8       | 5       | 11      | 11      |         |  |  |           |                   |           |           |           |           |           |           |           |  |
|  | C1      | Clarence Chew Zheyu (SIN) | 6       | 6       | 11      | 11      | 9       | 5       |         |  |  | A1        | Lê Tiến Đạt (VIE) | 6         | 8         | 7         | 4         |           |           |           |  |
|  | D1      | Richard Gonzales (PHI)    | 7       | 8       | 3       | 4       |         |         |         |  |  | B1        | Zhan Jian (SIN)   | 11        | 11        | 11        | 11        |           |           |           |  |
|  | B1      | Zhan Jian (SIN)           | 11      | 11      | 11      | 11      |         |         |         |  |  |           |                   |           |           |           |           |           |           |           |  |